# Гарибальди (вулкан)
Гарибальди — стратовулкан. Располагается в провинции Британская Колумбия, Канада. Образует вулканический пояс Гарибальди, который входит в систему Канадской вулканической дуги Каскадных гор (англ.  Canadian Cascade Arc). Назван в честь итальянского революционера и государственного деятеля Джузеппе Гарибальди в 1860 году капитаном морского военного корабля Джорджем Ричардсоном. Официально имя утверждено 2 сентября 1930 г. Севернее Гарибальди находится одноимённое вулканическое поле.
Находится в 80 км к северу от Ванкувера. Сложен дацитами и батолитами. Вершину вулкана венчает вулканический купол.
Вулкан начал формироваться в период 510—220 тысяч лет назад. Первоначально образовался вулканический конус, в настоящее время находящийся рядом с Гарибальди — «Этвилл Пик», который состоял из брекчий. Некоторое время западный склон вулкана был покрыт ледяной шапкой, пока он не стал подтаивать и впоследствии в результате оползня сошёл в долину, обнажив склон. Активным в своё время был вулканический купол «Далтон», который активно извергал потоки лавы. Основная масса вулканических объектов, окружающих Гарибальди была сформирована в позднем плейстоцене. Самый молодой, из горных образований, в данном районе — это вулканический конус «Опал», который образовался на юго-восточном склоне Гарибальди и активно извергался в раннем голоцене, уничтожив потоками лав ледники, которые находились в долине. Потоки лавы тогда проделали путь длиною 20 км в западном и южном направлениях. Склоны покрыты снегом, близлежащую местность покрывают леса. Радиоуглеродный анализ показал, что вулкан извергался последний раз около 10 000 лет назад.

## Список вулканических объектов по алфавиту, входящих в комплекс Гарибальди
| Название       | Название на английском | Тип                  | Высота (м.)  |
| -------------- | ---------------------- | -------------------- | ------------ |
| Глэйшер Пайкс  | Glacier Pikes          | Вулканический купол  | 2073         |
| Далтон Дом     | Daltone Dome           | Вулканический купол  | 2633         |
| Колумнар Пик   | Columnar Peak          | Вулканический купол  | 1830         |
| Опал Коун      | Opale Cone             | Вулканический конус  | 1740         |
| Раунд Маунтэйн | Round mountain         | Вулканический разлом | <нет данных> |
| Эанастик Мидоу | Eanastick Meadow       | Вулканический разлом | 1160         |
| Этвелл Пик     | Eatwell Pick           | Вулканический купол  | 2550         |